# Tadeusz Sadza
Tadeusz Sadza (ur. 27 kwietnia 1946 w Bydgoszczy) – polski lekkoatleta, który specjalizował się w pchnięciu kulą.

## Kariera sportowa
W 1971 roku z wynikiem 18,13 zajął dziewiątą lokatę na halowych mistrzostwach Europy w Sofii. Jedenaście razy bronił barw narodowych w meczach międzypaństwowych od 1968 do 1974 roku.
Czterokrotny medalista mistrzostw Polski seniorów ma w dorobku dwa srebrne (Zielona Góra 1968 i Warszawa 1972) oraz dwa brązowe krążki (Warszawa 1970 i Warszawa 1973). Złoty medalista halowych mistrzostw Polski (Katowice 1974).
Rekordy życiowe w pchnięciu kulą: stadion – 19,47 (6 października 1974, Bydgoszcz); hala – 18,70 (1972).